# Binnensnoek
De binnensnoek (Centropomus undecimalis) is een straalvinnige vis uit de familie van glasbaarzen (Centropomidae), orde van baarsachtigen (Perciformes). De vis kan een lengte bereiken van 140 centimeter. De hoogst geregistreerde leeftijd is 7 jaar.

## Leefomgeving
De binnensnoek komt zowel in zoet, brak als zout water voor. De soort komt voor in tropische wateren in de Atlantische Oceaan op een diepte van 0 tot 22 meter.

## Relatie tot de mens
De binnensnoek is voor de visserij van aanzienlijk commercieel belang. In de sportvisserij wordt er niet op de vis gejaagd.
Voor de mens is de binnensnoek ongevaarlijk.